# Офис интеллектуальной собственности Республики Корея
Ведомство интеллектуальной собственности Республики Корея — государственное агентство, занимающееся выдачей патентов на интеллектуальную собственность, включая изобретения и товарные знаки, и борьбой с недобросовестной конкуренцией.